# Porphyrio madagascariensis
Espèce

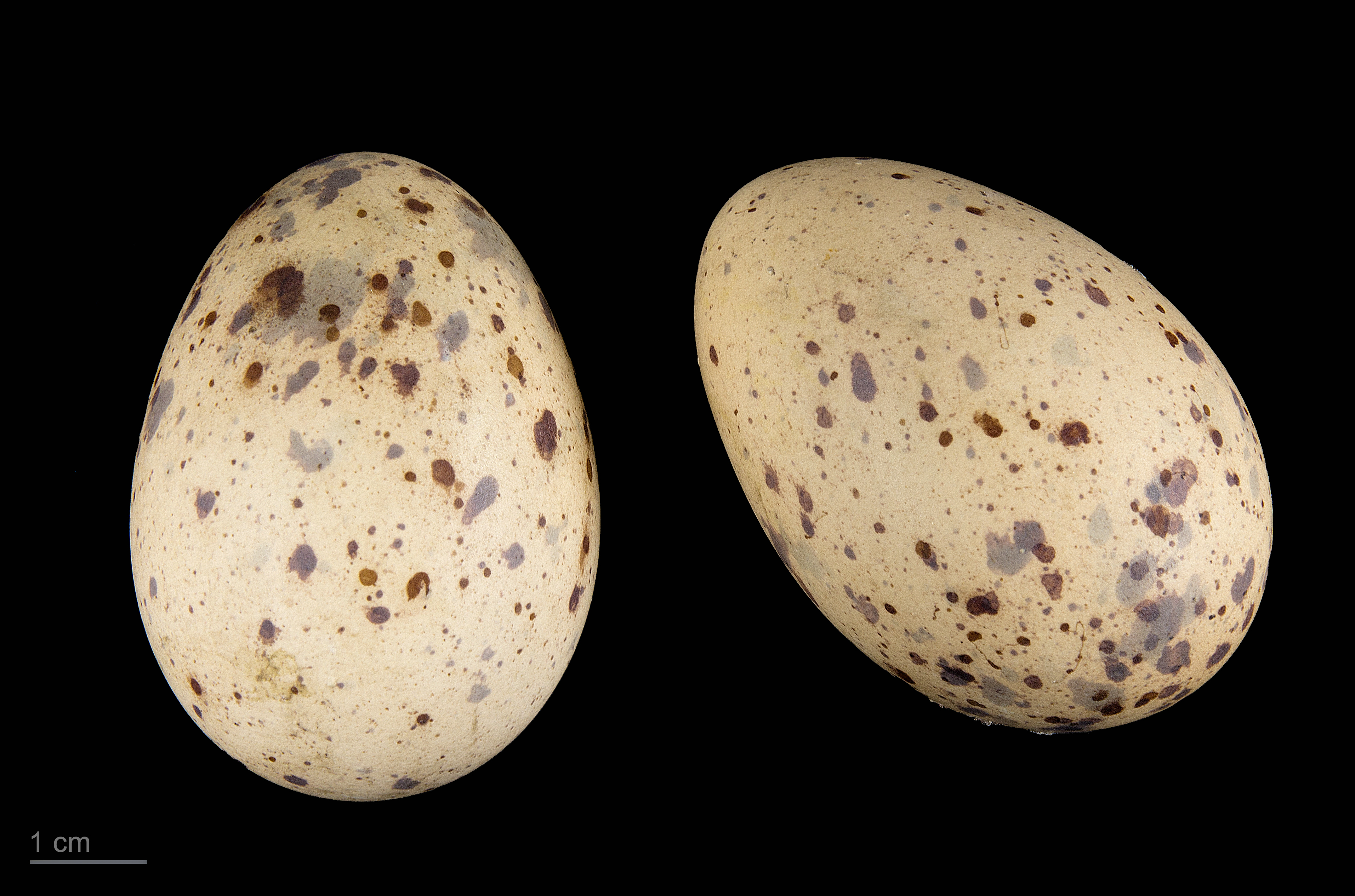
Porphyrio madagascariensis - MHNT

La Talève d'Afrique (Porphyrio madagascariensis) est une espèce d'oiseaux de la famille des Rallidae. Elle était et est encore parfois considérée comme une sous-espèce de la Talève sultane (P. porphyrio).

## Répartition
Cet oiseau vit en Afrique.